# Kurt Gödel
Kurt Friedrich Gödel (Brno, 28 april 1906 – Princeton (New Jersey), 14 januari 1978) was een Oostenrijks-Amerikaans wiskundige, logicus en filosoof. Hij wordt gezien als een van de belangrijkste logici aller tijden.

## Inleiding
Gödel heeft een enorme invloed gehad op het wetenschappelijke en filosofische denken van de 20e eeuw, doordat hij het eerdere werk van Bertrand Russell, A. N. Whitehead en David Hilbert om de wiskunde op een formele basis van een sluitend overkoepelend axiomatisch systeem te grondvesten, in belangrijke mate ondergroef.
In 1931 bewees Gödel namelijk dat binnen elk zelfconsistent recursief axiomatisch systeem, dat krachtig genoeg is om de rekenkunde van de natuurlijke getallen te beschrijven (Peano-rekenkunde), er ten minste een ware stelling over de natuurlijke getallen bestaat, die niet bewezen kan worden op basis van de axioma's van dit systeem. Bij de bewijsvoering van deze stelling ontwikkelde Gödel een techniek die tegenwoordig bekendstaat als de Gödel-nummering, die aan elke formele uitspraak een natuurlijk getal toekent. Deze stelling staat bekend als de eerste onvolledigheidsstelling van Gödel.
In zijn tweede onvolledigheidsstelling toonde Gödel later aan dat de continuümhypothese niet weerlegd kan worden binnen de consistente axioma’s van de verzamelingenleer. Gödel leverde verder belangrijke bijdragen aan de bewijstheorie door de verbanden te verduidelijken tussen de klassieke logica, de intuïtionistische logica, en de modale logica.

## Leven

### Jeugd
Kurt Friedrich Gödel werd geboren op 28 april 1906 in Brno, destijds in Oostenrijk-Hongarije, in het etnisch Duitse gezin van Rudolf Gödel, bedrijfsleider van een textielfabriek en Marianne Gödel (geboren Handschuh). Ten tijde van zijn geboorte had de stad een kleine meerderheid Duitstalige inwoners, en dat was de taal van zijn ouders. De voorouders van Gödel speelden vaak een actieve rol in het culturele leven van Brno. Zijn grootvader, Joseph Gödel was bijvoorbeeld in die tijd een beroemde zanger en een aantal jaren lid van de "Brünner Männergesangverein".
In het gezin stond de jonge Gödel bekend als Herr Warum ("Meneertje Waarom"), vanwege zijn onverzadigbare nieuwsgierigheid. Volgens zijn broer Rudolph leed Gödel toen hij acht jaar was aan acuut reuma; hij genas volledig, maar bleef er voor de rest van zijn leven van overtuigd dat zijn hart blijvende schade had opgelopen. Deze overtuiging was de oorsprong van zijn latere hypochondrie.
Van 1912 tot 1916 bezocht Gödel de Evangelische Volksschule, een Lutherse school in Brno en van 1916 tot 1924 stond hij ingeschreven aan het Deutsche Staats-Realgymnasium waar hij in alle vakken uitblonk, vooral in wiskunde, talen en godsdienst. Hoewel Gödel aanvankelijk in talen had uitgeblonken, kreeg hij later meer belangstelling voor geschiedenis en wiskunde.
Hoewel hij zelf maar heel weinig Tsjechisch sprak, werd Gödel op de leeftijd van 12 jaar, automatisch Tsjecho-Slowaaks staatsburger, toen aan het eind van de Eerste Wereldoorlog het Oostenrijks-Hongaarse rijk uiteenviel, waarna onder andere het nieuwe land Tsjecho-Slowakije ontstond. Later vertelde hij zijn biograaf John W. Dawson dat hij zich in die tijd voelde als een “verbannen Oostenrijker in Tsjecho-Slowakije” ("ein Österreicher im Exil in der Tschechoslowakei"). Toen hij 23 was koos hij ervoor om Oostenrijks staatsburger te worden. Gödel werd toen nazi-Duitsland Oostenrijk annexeerde, op de leeftijd van 32 automatisch Duits staatsburger. Na de Tweede Wereldoorlog, toen hij 42 was, werd hij Amerikaans staatsburger.
Zijn belangstelling in wiskunde nam nog toe toen in 1920 zijn oudere broer Rudolph (geboren in 1902) naar Wenen vertrok om medicijnen te gaan studeren aan de Universiteit van Wenen. Gedurende zijn tienerjaren bestudeerde Gödel de Gabelsberger stenografie, Goethe's Kleurentheorie, de kritieken van Isaac Newton, en de geschriften van Immanuel Kant.

### Studie in Wenen
Toen hij 18 was, voegde hij zich bij zijn broer Rudolph in Wenen en schreef zich in bij de Universiteit van Wenen. Tegen die tijd was hij het universitaire wiskundeniveau al meester. Hoewel hij aanvankelijk van plan was om theoretische natuurkunde te studeren, woonde Gödel ook wiskunde- en filosofiecolleges bij. Gedurende die periode maakte hij zich ideeën over het wiskundig realisme eigen. Hij las Kants Metaphysische Anfangsgründe der Naturwissenschaft, en nam deel aan de Wiener Kreis met Moritz Schlick, Hans Hahn en Rudolf Carnap. Gödel bestudeerde toen de getaltheorie, maar nadat hij deel had genomen aan een cursus van Moritz Schlick, die Bertrand Russells boek Introduction to Mathematical Philosophy behandelde, raakte Gödel geïnteresseerd in wiskundige logica.
Het is mogelijk dat het bijwonen van een voordracht door David Hilbert in Bologna over volledigheid en consistentie van wiskundige systemen, de levensloop van Gödel heeft bepaald. In 1928 publiceerden Hilbert en Wilhelm Ackermann Grundzüge der theoretischen Logik (Grondslagen van de Theoretische Logica), een inleiding tot de logica van de eerste orde, waarin het volledigheidsprobleem aan de orde werd gesteld: Zijn de axioma’s van een formeel systeem voldoende om daar elke bewering uit af te leiden, die waar is in alle modellen van het systeem? Dat werd het onderwerp dat Gödel koos voor zijn promotie. In 1929, toen hij 23 was, voltooide hij zijn dissertatie onder supervisie van Hans Hahn. Daarin bepaalde Gödel de volledigheid van de predikaatanalyse van de eerste orde (dit resultaat staat bekend als de volledigheidsstelling van Gödel). Hij behaalde zijn doctorstitel in 1930. Zijn proefschrift werd, samen met wat toevoegingen, gepubliceerd door de Weense Academie voor Wetenschappen.

### Werk in Wenen

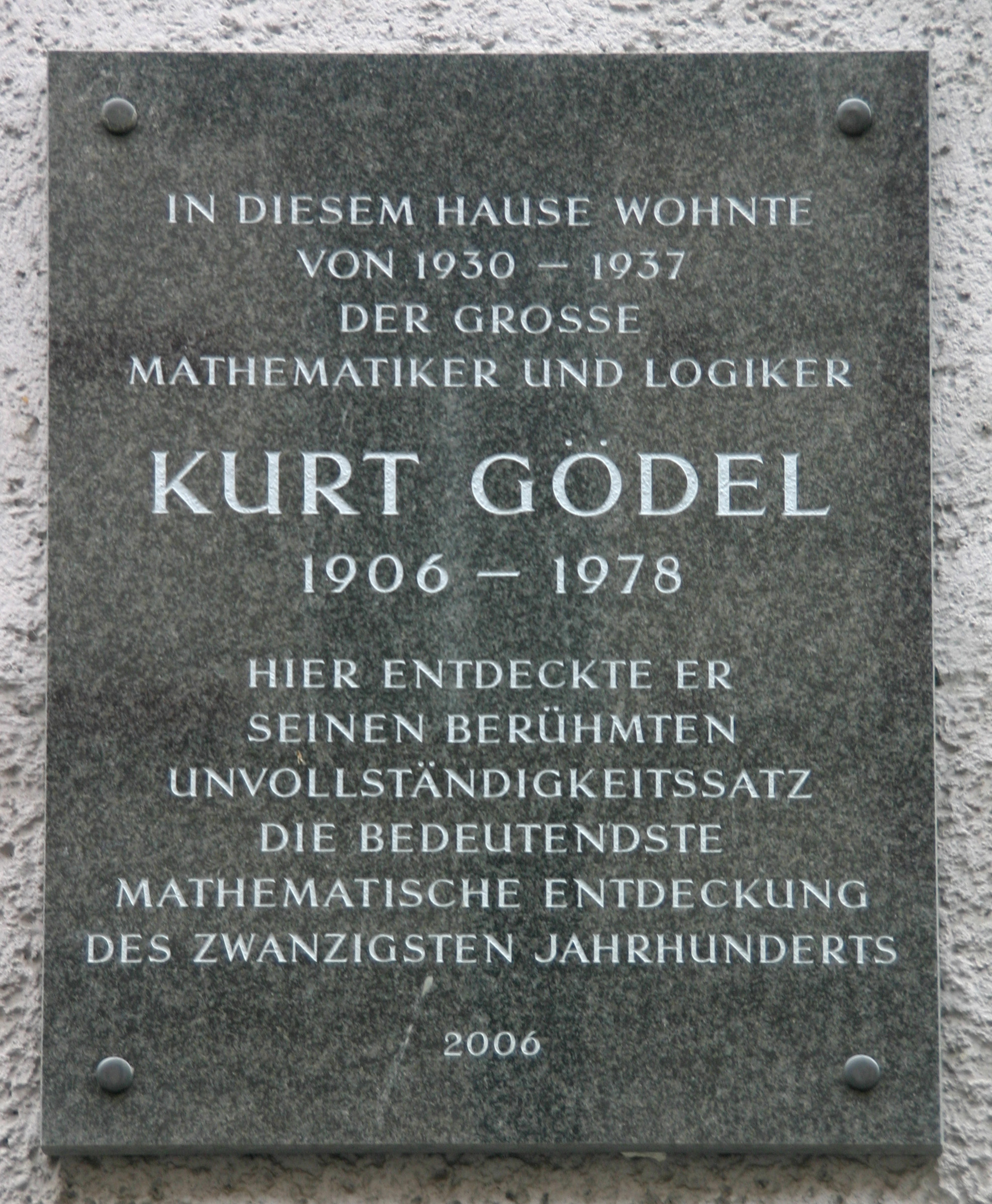
Gedenkplaat in Wenen, Josefstaedter straße 28

In 1931 publiceerde Gödel zijn beroemde onvolledigheidsstellingen in "Über formal unentscheidbare Sätze der Principia Mathematica und verwandter Systeme" (Over formeel onbeslisbare stellingen van de Principia Mathematica en aanverwante systemen”). In dat artikel bewees hij voor elk berekenbaar axiomatisch systeem, dat krachtig genoeg is om de rekenkunde van de natuurlijke getallen (dat wil zeggen de axioma's van Peano of ZFC) te bevatten, dat:
1. Als het systeem consistent is, kan het niet volledig zijn. (Dat is gewoonlijk bekend als de onvolledigheidsstelling.)
2. De consistentie van de axioma’s kan niet bewezen worden binnen het systeem.

Deze stellingen maakten een eind aan een halve eeuw van inspanningen door wiskundigen om een verzameling axioma’s te ontdekken die voor de hele wiskunde zouden voldoen, te beginnen met het werk van Gottlob Frege en culminerend in Alfred North Whitehead en Bertrand Russells Principia Mathematica en Hilberts formalisme. Gödel bewees dat deze speurtocht achteraf gezien zinloos was, althans in de zin om het beoogde doel te bereiken, hoewel er ook belangrijke nieuwe wiskunde ontwikkeld werd door de deelnemende wiskundigen. De onvolledigheidsstellingen houden ook in dat niet alle wiskundige vraagstukken berekenbaar zijn en sommige dus altijd open zullen blijven.
Achteraf is het oorspronkelijke idee, dat de kern vormt van de onvolledigheidsstelling, vrij eenvoudig. In wezen construeerde Gödel een formule die stelt dat zij in een gegeven formeel systeem onbewijsbaar is. Als zij bewijsbaar zou zijn, zou zij onwaar zijn, wat in tegenspraak is met het feit dat in een consistent systeem bewijsbare beweringen altijd waar zijn. Daarom zal er altijd minstens een ware, maar onbewijsbare bewering bestaan. Dat wil zeggen voor elke berekenbaar aftelbare axiomaverzameling voor de rekenkunde (dat wil zeggen een verzameling die in principe geprint kan worden door een geïdealiseerde computer met onbeperkte hulpbronnen), bestaat er een formule die geldig is in de rekenkunde, maar in dat systeem niet bewijsbaar is. Om dat kloppend te maken moest Gödel echter verschillende technische kwesties oplossen, zoals coderingssystemen, bewijzen en het idee van de bewijsbaarheid bij natuurlijke getallen. Hij deed dat met gebruikmaking van het procedé dat bekendstaat als Gödelnummering.
In zijn tweepaginalange "Zum intuitionistischen Aussagenkalkül" (1932) weerlegde Gödel eindige-waardigheid van de intuïtionistische logica. In het bewijs maakt hij gebruik van wat later bekend werd als de Gödel–Dummett tussen-logica (of Gödels vage logica).
Gödel verwierf in 1932 zijn habilitatie aan de Universiteit van Wenen en in 1933 werd hij daar privaatdocent (ongesalarieerd docent).

### Onrust in Oostenrijk en bezoeken aan de VS
In 1933 kwam in Duitsland Adolf Hitler aan de macht en in de daarop volgende jaren kregen de nazi’s meer invloed in Oostenrijk en ook onder sommige Weense wiskundigen. Eveneens in 1933 reisde Gödel voor het eerst naar de VS; daar ontmoette hij Albert Einstein die sinds de machtsovername door de nazi's niet meer in Duitsland wilde wonen en nu permanent in de VS verbleef. Einstein werd een levenslange goede vriend van Gödel. Hij hield een toespraak op de jaarlijkse bijeenkomst van de American Mathematical Society. Tijdens dat jaar ontwikkelde Gödel zijn ideeën over de berekenbaarheid van recursieve functies, en hield een lezing over de algemene recursieve functies en het idee 'waarheid'. Dit werk werd verder ontwikkeld in de getaltheorie, waarbij gebruik werd gemaakt van de Gödelnummering. In 1934 gaf Gödel een serie lezingen aan het Institute for Advanced Study (IAS) in Princeton, New Jersey, met de titel Over onbeslisbare stellingen van formele wiskundige systemen. Stephen Kleene, die net op Princeton zijn Ph.D. had behaald, maakte een verslag van die lezingen, die vervolgens werden gepubliceerd.
Gödel wilde in het najaar van 1935 opnieuw een bezoek brengen aan het IAS. Het reizen en harde werken hadden hem echter uitgeput en hij moest zijn reisplannen uitstellen; het jaar daarop kwam het er ook niet van maar moest hij herstellen van een depressie. De aanleiding voor deze depressie was de dood van een goede vriend van hem: in juni 1936 werd Moritz Schlick, wiens seminar bij Gödel de belangstelling had gewekt voor de logica, vermoord door een pro-nazi-student. Dat was bij Gödel aanleiding tot “een ernstige zenuwcrisis.” Hij ontwikkelde paranoïde verschijnselen, waaronder de angst om vergiftigd te worden en bracht een aantal maanden door in een sanatorium voor zenuwzieken. In 1937 hervatte hij zijn colleges. In die periode werkte hij aan het bewijs van de consistentie van het keuzeaxioma en van de continuümhypothese; hij toonde voorts aan dat deze hypothesen niet weerlegd kunnen worden vanuit het gebruikelijke systeem van axioma’s van de verzamelingenleer.
Hij huwde op 20 september 1938 met Adele Nimbursky (geboren Porkert, 1899-1981), die hij toen al meer dan 10 jaar kende. Zijn ouders hadden zich tegen hun relatie verzet op grond van het feit dat zij een gescheiden danseres was en zeven jaar ouder was dan hij. Zij kregen geen kinderen.
Vervolgens vertrok hij opnieuw voor een bezoek aan de VS, bracht het najaar van 1938 door aan het IAS en het voorjaar van 1939 aan de Amerikaanse privé universiteit Universiteit van Notre Dame.

### Princeton
Na de Anschluss in 1938 was Oostenrijk een deel geworden van nazi-Duitsland. Duitsland schafte de titel privaatdocent af, zodat Gödel moest solliciteren naar een andere baan in de nieuwe orde. Zijn vroegere omgang met joodse leden van de Weense Kring, vooral met Hahn, had voor hem een nadelige invloed. De universiteit van Wenen wees zijn sollicitatie af. Zijn toestand werd nog hachelijker toen het Duitse leger hem geschikt achtte voor militaire dienst. In september 1939 begon de Tweede Wereldoorlog. Gödel en zijn vrouw besloten uiteindelijk om, zoals veel van hun vrienden al eerder hadden gedaan, nazi-Duitsland de rug toe te keren. Voor het jaar om was vertrokken ze uit Wenen met de bestemming Princeton in de VS. Om de gevaarlijke oversteek van de Atlantische Oceaan te vermijden, hier woedde in alle hevigheid de slag om de Atlantische Oceaan tussen de Britten en de Duitsers, namen de Gödels de Trans-Siberische spoorweg naar Vladiwostok aan de Grote Oceaan (door het Molotov-Ribbentroppact waren de dictators Stalin en Hitler nog bondgenoten), staken met de veerboot over naar Japan en voeren vervolgens van Japan naar San Francisco (waar zij op 4 maart 1940 aankwamen), en staken de VS over per trein naar Princeton, waar Gödel een baan kreeg aan het Institute for Advanced Study (IAS).
Gödel nam zijn wiskundige arbeid weer heel snel op. In 1940 publiceerde hij zijn Consistentie van het keuze-axioma en van de veralgemeende continuümhypothese met de axioma’s van de verzamelingenleer, dat een klassieker is van de moderne wiskunde. In dat werk introduceerde hij het maakbare universum, een model van de verzamelingenleer waarin de enige bestaande verzamelingen, de verzamelingen zijn die uit eenvoudigere verzamelingen geconstrueerd kunnen worden. Gödel bewees dat zowel het keuze-axioma (AC) als de veralgemeende continuümhypothese (GCH) in het maakbare universum kloppen, en daarom consistent moeten zijn met de Zermelo-Frankel axioma’s voor de verzamelingenleer (ZF). Paul Cohen stelde later een model van de ZF op waarin AC en GCH onjuist zijn; samen betekenen deze bewijzen dat AC en GCH onafhankelijk zijn van de ZF-axioma’s voor de verzamelingenleer.
Gödel en zijn echtgenote Adele verbleven in de zomer van 1942 in Blue Hill, Maine, in de Blue Hill Inn met een uitzicht op de baai. Gödel had bij het IAS vakantie opgenomen. Gödel was echter niet alleen op vakantie en had een zeer productieve zomer. Uit Heft 15 [deel 15] van Gödels nog niet gepubliceerde Arbeitshefte [werkschriften], maakt John W. Dawson, Jr. op dat Gödel tijdens dat verblijf in Blue Hill in 1942 een bewijs ontdekte voor de onafhankelijkheid van het keuze-axioma vanuit de eindige-type-leer, een afgezwakte vorm van de verzamelingenleer. Gödels goede vriend steunde dat vermoeden en merkte op dat Gödels Blue Hill-werkschriften zijn meest uitgebreide behandeling van het probleem bevatten.
Gödel werd in 1946 permanent lid van de IAS. Rond die tijd stopte hij met officieel publiceren in wetenschappelijke tijdschriften, hoewel hij wel doorwerkte maar zijn bevindingen meestal voor zich hield of aan zijn goede vrienden gaf. In 1953 kreeg hij een volledig hoogleraarschap aan het Instituut en in 1976 werd hij emeritushoogleraar.

### Gödels vriendschap met Einstein
De vriendschap tussen Albert Einstein en Gödel was legendarisch, wat ook bleek uit de wandelingen die zij samen ondernamen van en naar het IAS. De aard van hun gesprekken was voor de andere leden van het instituut een geheim. De econoom Oskar Morgenstern verhaalt dat Einstein hem tegen het einde van zijn leven in vertrouwen meedeelde dat zijn “eigen werk niet veel meer betekende, maar dat hij nog alleen maar naar het instituut ging….om het voorrecht te hebben samen met Gödel naar huis te kunnen lopen."
Op 5 december 1947, vergezelden Einstein en Morgenstern Gödel naar zijn Amerikaans burgerschapexamen, waar zij als getuigen fungeerden. Gödel had hen in vertrouwen meegedeeld dat hij in de grondwet van de VS een tegenstrijdigheid had ontdekt, waardoor de VS in staat zouden zijn om een dictatuur te worden. Einstein en Morgenstern maakten zich er zorgen over dat het onvoorspelbare gedrag van hun vriend zijn kansen in gevaar zou kunnen brengen. Gelukkig bleek dat de rechter Phillip Forman was. Forman kende Einstein en had de eed afgenomen bij Einsteins eigen burgerschapsexamen. Alles verliep voorspoedig tot het moment dat Forman Gödel toevallig vroeg of hij dacht dat een dictatuur zoals het naziregime in de VS mogelijk zou kunnen zijn. Gödel begon toen aan Forman zijn ontdekking uit te leggen. Forman begreep wat er gebeurde, snoerde Gödel de mond en leidde het gesprek naar andere vraagstukken en de gebruikelijke conclusie.
In 1951 toonde Gödel het bestaan aan van paradoxale oplossingen van Albert Einsteins veldvergelijkingen in de algemene relativiteitstheorie. Zijn oplossingen staan bekend als Gödel-metriek. Hij gaf die uitwerking aan Einstein als cadeau voor zijn 70e verjaardag. Deze "rondwentelende universa” zouden tijdreizen mogelijk maken in ieder universum waarin ook de relativiteitstheorie geldig was en zorgden ervoor dat Einstein twijfelde aan zijn eigen theorie. Maar ondanks pogingen van Einstein om Gödels oplossingen te ontkrachten slaagde Einstein daar niet in. Tot op heden zijn de volgende generaties wiskundigen en natuurkundigen daar evenmin in geslaagd.

### Religieuze en filosofische ideeën
Tijdens de vele jaren die hij aan het IAS doorbracht, richtte Gödels belangstelling zich meer naar de filosofie en fysica. Hij bestudeerde en bewonderde de werken van Gottfried Leibniz, maar ging geloven dat door een 'vijandige samenzwering' een aantal van de werken van Leibniz verdonkeremaand waren. Minder uitgebreid bestudeerde hij Kant en Edmund Husserl.
Gödel was een overtuigde platonist en theïst en zijn hele leven christen maar had niet veel op met het instituut Kerk. Hij verwierp het idee van een onpersoonlijke God, het geloof dat Einstein aanhing. Hij geloofde vast in een leven na de dood en stelde: “ik ben overtuigd van een hiernamaals, onafhankelijk van de theologie. Als de wereld rationeel in elkaar zit, moet er een leven na de dood zijn.”
In het begin van de jaren zeventig verspreidde Gödel onder zijn vrienden een uitwerking van Leibniz' versie van Anselmus van Canterbury’s ontologisch bewijs van het bestaan van God. Dat staat bekend als Gödels ontologisch bewijs.

### Overlijden

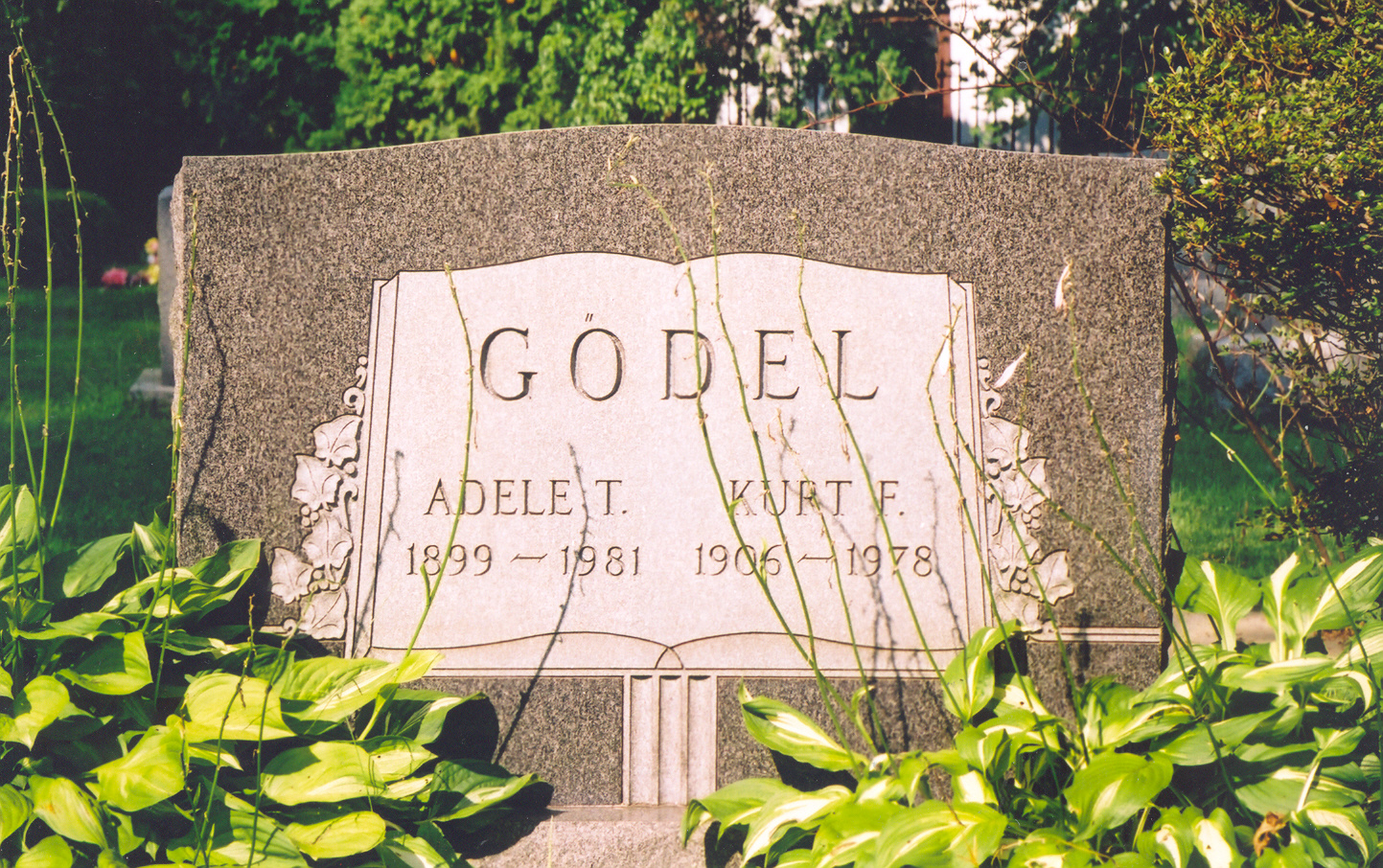
Grafsteen van Kurt Gödel en zijn vrouw Adele op het kerkhof van Princeton, NJ.

Gedurende zijn hele leven had Gödel periodiek last van geestelijke instabiliteit en ziektes waarvoor hij soms zelfs tijdelijk in psychiatrische sanatoria werd opgenomen. Op het eind van zijn leven verergerde dit tot de ontwikkeling van paranoide waandenkbeelden. Zo geloofde hij vast in een samenzwering die sommige werken van de 17e-eeuwse wiskundige en filosoof Gottfried Leibniz wilde verdonkeremanen. Ook had Gödel o.a. een obsessieve angst om vergiftigd te worden; hij was bang dat er giftige gassen uit zijn koelkast ontsnapten en wilde pas eten als zijn echtgenote Adele het eten eerst geproefd had. Eind 1977 werd Adele zes maanden in het ziekenhuis opgenomen en kon dus Gödels voedsel niet voorproeven. Tijdens haar afwezigheid weigerde hij te eten en hongerde hij uiteindelijk zichzelf dood. Toen hij overleed woog hij nog maar 30 kg. Zijn overlijdensverklaring vermeldde dat hij op 14 januari 1978 in het ziekenhuis van Princeton overleed aan “ondervoeding en uitputting ten gevolge van een persoonlijkheidsstoornis”.

## Nalatenschap

### Eerbewijzen
Aan Gödel werd in 1951 (samen met Julian Schwinger) de eerste Albert Einstein Prijs toegekend en in 1974 werd hij tevens onderscheiden met de National Medal of Science.

### Vernoemingen
De Kurt Gödel Society, opgericht in 1987, werd naar hem vernoemd. Het is een internationale organisatie voor de bevordering van onderzoek op het gebied van de logica, filosofie en de geschiedenis van de wiskunde.

## Belangrijke publicaties
In het Duits:
- (de)  1931, "Über formal unentscheidbare Sätze der Principia Mathematica und verwandter Systeme," Monatshefte für Mathematik und Physik 38: 173-98.
- (de)  1932, "Zum intuitionistischen Aussagenkalkül", Anzeiger Akademie der Wissenschaften Wien 69: 65–66.

In het Engels:
- (en)  1940. The Consistency of the Axiom of Choice and of the Generalized Continuum Hypothesis with the Axioms of Set Theory. Princeton University Press.
- (en)  1947. What is Cantor's continuum problem? - The American Mathematical Monthly 54: 515-25. Revised version in Paul Benacerraf and Hilary Putnam, eds., 1984
- (en)  1964. Philosophy of Mathematics: Selected Readings. Cambridge Univ. Press: 470-85.

Engelse vertalingen:
- Kurt Gödel, 1992. On Formally Undecidable Propositions Of Principia Mathematica And Related Systems, tr. B. Meltzer, with a comprehensive introduction by Richard Braithwaite. Dover reprint of the 1962 Basic Books edition.
- Kurt Gödel, 2000.[20] On Formally Undecidable Propositions Of Principia Mathematica And Related Systems, tr. Martin Hirzel
- Jean van Heijenoort, 1967. A Source Book in Mathematical Logic, 1879-1931. Harvard Univ. Press.
  - 1930. "The completeness of the axioms of the functional calculus of logic," 582-91.
  - 1930. "Some metamathematical results on completeness and consistency," 595-96. Abstract to (1931).
  - 1931. "On formally undecidable propositions of Principia Mathematica and related systems," 596-616.
  - 1931a. "On completeness and consistency," 616-17.
- My philosophical viewpoint, c. 1960, unpublished.
- The modern development of the foundations of mathematics in the light of philosophy, 1961, unpublished.
- Collected Works: Oxford University Press: New York. Editor-in-chief: Solomon Feferman.
  - Volume I: Publications 1929-1936 ISBN 0-19-503964-5,
  - Volume II: Publications 1938-1974 ISBN 0-19-503972-6,
  - Volume III: Unpublished Essays and Lectures ISBN 0-19-507255-3,
  - Volume IV: Correspondence, A-G ISBN 0-19-850073-4.
  - Volume V: Correspondence, H-Z ISBN 0-19-850075-0

## Verder lezen
- (nl)  Gianbruno Guerrerio Gödel - Mathematische waarheid en logische paradoxen (reeks 'Wetenschappelijke biografie' deel 8, 2004) Veen Magazines, Amsterdam ISBN 9789076988511
- (en)  John L. Casti and Werner DePauli, 2000. Gödel: A Life of Logic, Basic Books (Perseus Books Group), Cambridge, MA. ISBN 0-7382-0518-4.
- (en)  John W. Dawson, Jr. Logical Dilemmas: The Life and Work of Kurt Gödel. AK Peters, Ltd., 1996.
- (en)  John W. Dawson, Jr, 1999. "Gödel and the Limits of Logic", Scientific American, vol. 280 num. 6, pp. 76–81
- (en)  Torkel Franzén, 2005. Gödel's Theorem: An Incomplete Guide to Its Use and Abuse. Wellesley, MA: A K Peters.
- (en)  Rebecca Goldstein, 2005. Incompleteness: The Proof and Paradox of Kurt Gödel. W. W. Norton & Company, New York. ISBN 0-393-32760-4 pbk.
- (en)  Ivor Grattan-Guinness, 2000. The Search for Mathematical Roots 1870–1940. Princeton Univ. Press.
- (en)  Jaakko Hintikka, 2000. On Gödel. Wadsworth.
- (en)  Douglas Hofstadter, 1980. Gödel, Escher, Bach. Vintage.
- (en)  Stephen Kleene, 1967. Mathematical Logic. Dover paperback reprint ca. 2001.
- (en)  J.R. Lucas, 1970. The Freedom of the Will. Clarendon Press, Oxford.
- (en)  Ernst Nagel and Newman, James R., 1958. Gödel's Proof. New York Univ. Press. Vert. drs. J.M. Debrot De stelling van Gödel Aula 540 Het Spectrum ISBN 90-274-5286-5
- (en)  Procházka, Jiří, 2006, 2006, 2008, 2008. Kurt Gödel: 1906–1978: Genealogie. ITEM, Brno. Volume I. Brno 2006, ISBN 80-902297-9-4. In Ger., Engl. Volume II. Brno 2006, ISBN 80-903476-0-6. In Germ., Engl. Volume III. Brno 2008, ISBN 80-903476-4-9. In Germ., Engl. Volume IV. Brno, Princeton 2008, ISBN 978-80-903476-5-6. In Germ., Engl.
- (en)  Ed Regis, 1987. Who Got Einstein's Office? Addison-Wesley Publishing Company, Inc.
- (en)  Raymond Smullyan, 1992. Godel's Incompleteness Theorems. Oxford University Press.
- (en)  Hao Wang, 1987. Reflections on Kurt Gödel. MIT Press.
- (en)  Wang, Hao. 1996. A Logical Journey: From Godel to Philosophy. MIT Press.
- (en)  Yourgrau, Palle, 1999. Gödel Meets Einstein: Time Travel in the Gödel Universe. Chicago: Open Court.
- (en)  Yourgrau, Palle, 2004. A World Without Time: The Forgotten Legacy of Gödel and Einstein. Basic Books.